# Narvik
Narvik è un comune e una città della Norvegia, situata nella contea di Nordland. Ha ricevuto lo status di città nel 1902.

## Geografia fisica

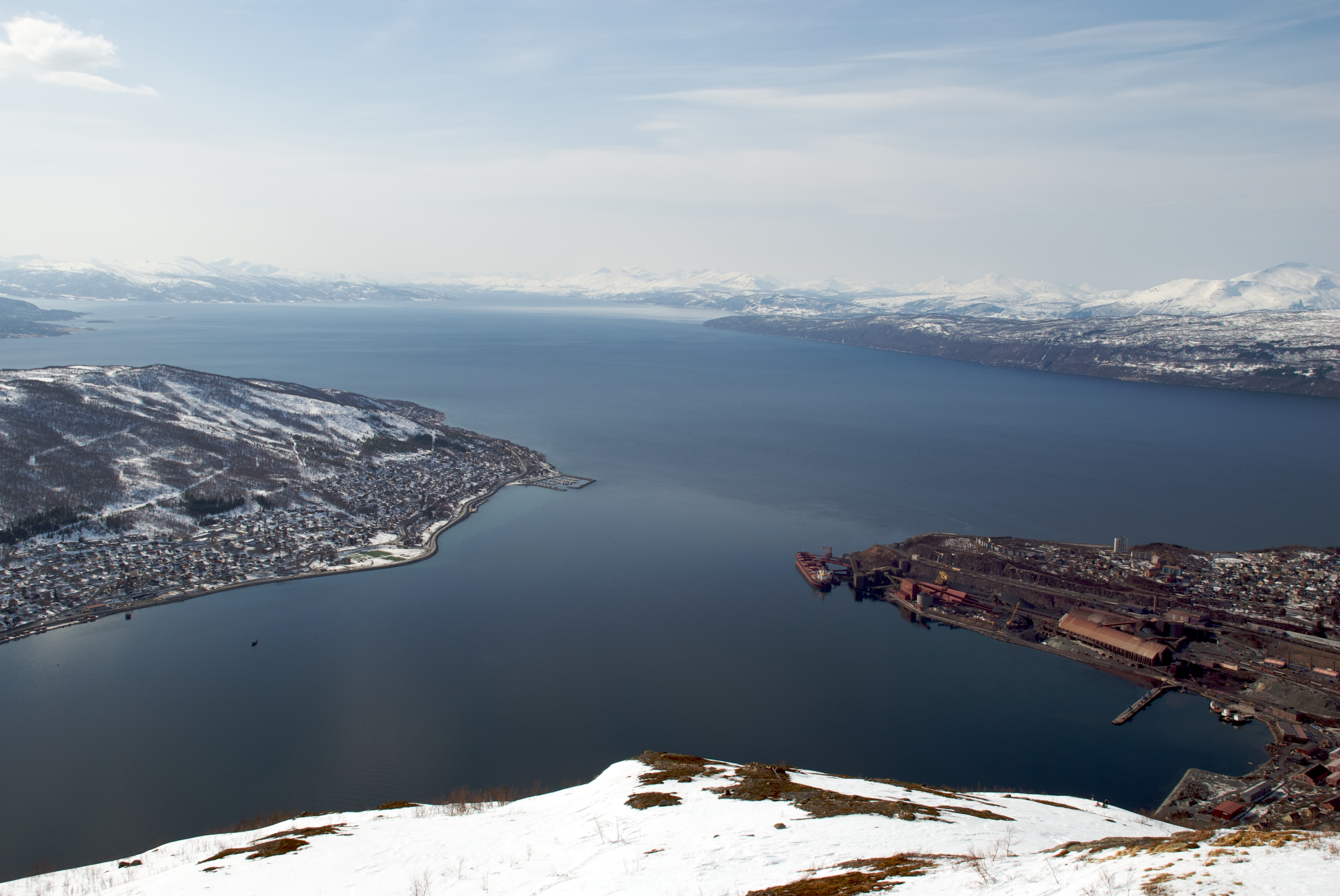
Veduta della città di Narvik dalle alture di Fagernesfjellet

Il comune è situato nella zona settentrionale del paese e copre una vasta area dal mare di Norvegia fino al confine con la Svezia. La città di Narvik si trova su una penisola a 200 km a nord del circolo polare artico; la sua posizione è all'estremità del fiordo Ofot (Ofotfjord), di fronte ad una sua diramazione (il Rombaksfjord), con un collegamento diretto all'Oceano Atlantico ed alle sue spalle è sovrastata dalle alture di Fagernesfjellet e di Frammeasen.

## Storia

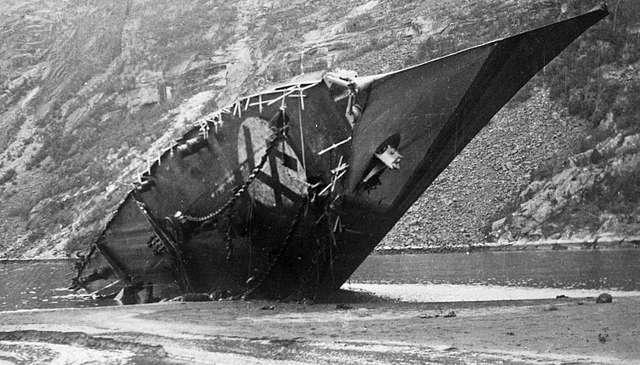
Il cacciatorpediniere tedesco Bernd von Arnim affonda nel Rombaksfjord

La città fu fondata nel 1887 con il nome di Victoriahavn che nel 1898 venne cambiato in Narvik; essa assunse il rango di città nel 1902 sviluppandosi come porto alternativo per l'esportazione del ferro proveniente dalle miniere svedesi di Kiruna. L'importanza della posizione di Narvik era ed è tuttora dovuta al fatto che, grazie alla corrente del Golfo, il suo porto, diversamente da quanto accade nel golfo di Botnia, è per tutta la durata dell'anno libero dai ghiacci.
Durante la seconda guerra mondiale la città di Narvik, in forza del suo collegamento alle attività estrattive del ferro, ebbe un fondamentale ruolo strategico e vide nel 1940 la prima sconfitta tedesca da parte delle truppe norvegesi con l'aiuto degli Alleati inglesi, francesi e polacchi.
Nella battaglia molte navi da guerra tedesche ed Alleate affondarono nel Rombaksfjord e la città fu successivamente riconquistata ed occupata dalle forze tedesche fino alla liberazione avvenuta nel 1945, dopo essere stata colpita e praticamente rasa al suolo dall'aviazione britannica.
La città dopo la guerra fu interamente ricostruita, sostituendo la pietra come materiale da costruzione al posto del legno ed oggi in un museo sito nella piazza del mercato (il Krigmuseum) vengono ricordati gli avvenimenti bellici con cimeli dell'epoca, mappe e diorami.

## Infrastrutture e trasporti

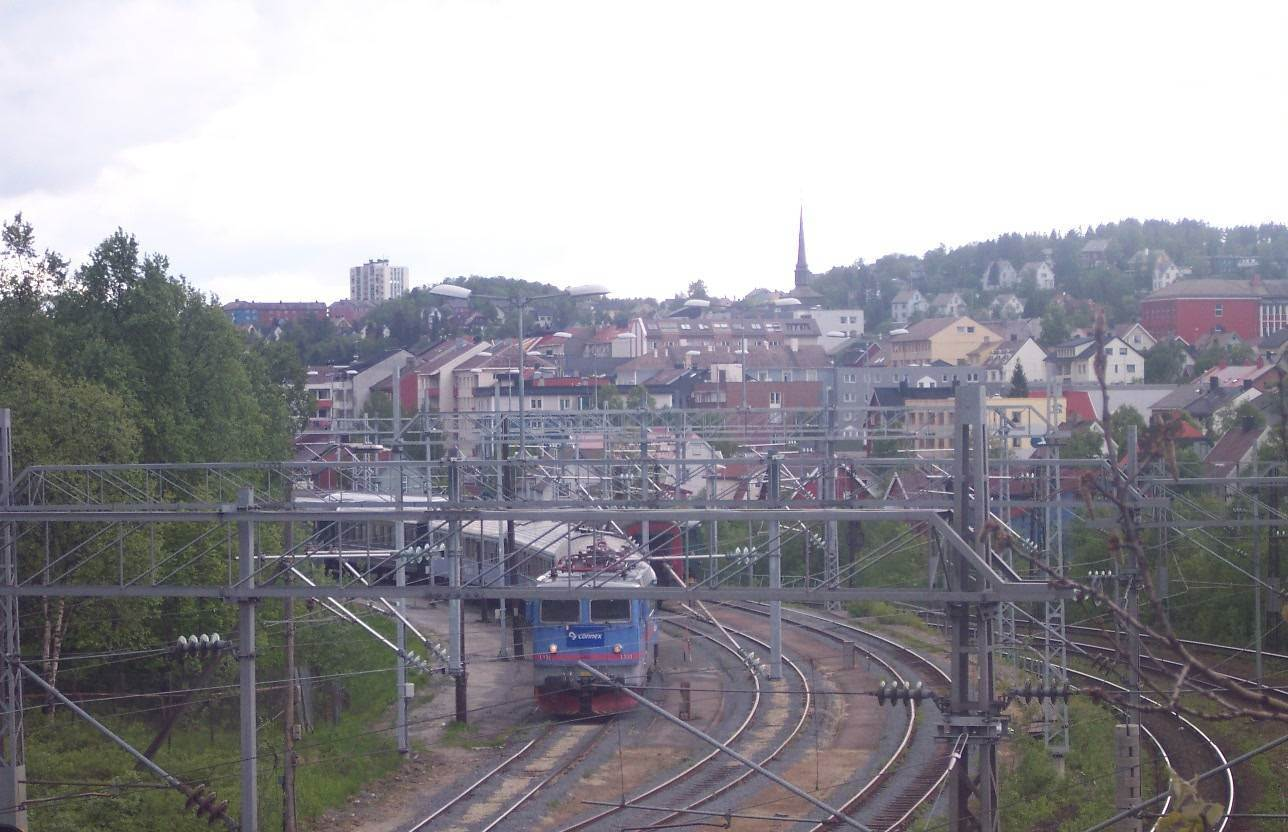
La ferrovia a Narvik

Narvik è raggiungibile con autoveicoli o motoveicoli percorrendo la strada europea E06. Dal 2018 il ponte di Hålogaland collega la città all'aeroporto e il villaggio di Bjervik, accorciando la distanza di 18 km.
Una linea ferroviaria collega Kiruna con Narvik, che è tuttavia priva di collegamenti con la rete ferroviaria norvegese in quanto essa termina più a sud, a Fauske (con una diramazione verso Bodø).

## Amministrazione

### Gemellaggi
Narvik è gemellata con
- Kingisepp, Russia